# NHL 2K8
NHL 2K8 est un jeu vidéo de hockey sur glace développé par Visual Concepts et édité par 2K Sports. Le jeu sort en 2007 sur PlayStation 2, Xbox 360 et PlayStation 3.

## Accueil
- Jeuxvideo.com : 16/20[1]